# کوزه‌شیپوری ارغوانی
کوزه‌شیپوری ارغوانی (نام علمی: Sarracenia purpurea)، گیاه‌پارچ ارغوانی، گیاه‌پارچ شمالی، جوراب لاک‌پشت یا گل کنارپالان، گیاهی گوشت‌خوار از خانواده شیپوری‌کوزگان است.

## توصیف
مانند سایر گونه‌های کوزه‌شیپوری‌ها، کوزه‌شیپوری ارغوانی بیشتر مواد مغذی خود را از طریق شکار طعمه به دست می‌آورد. با این حال، گفته می‌شود که گرفتن طعمه ناکارآمد است، یا کمتر از ۱٪ از طعمه‌های بازدیدکننده در داخل پارچ گرفتار می‌شوند. با این حال، شواهد حکایتی توسط پرورش‌دهندگان اغلب نشان می‌دهد که پارچ‌ها در ماه‌های گرم تابستان به‌سرعت از طعمه پر می‌شوند. طعمه در پارچ می‌افتد و در آب بارانی که در پایه هر برگ جمع شده غرق می‌شود.
اقلام طعمه، مانند مگس، مورچه، عنکبوت و حتی شب‌پره یا زنبور، توسط یک جامعه بی‌مهرگان هضم می‌شوند، که بیشتر توسط پشه ویومیا اسمیتی (Wyeomyia smithii) و پشه متریوسنموس نابی (Metriocnemus knabi) تشکیل شده است. رابطه بین ویومیا اسمیتی و کوزه‌شیپوری ارغوانی نمونه‌ای از همسفرگی است. کوزه‌شیپوری ارغوانی همچنین سمندرهای جوان خال‌دار را با نظم کافی به دام می‌اندازد که در یک مطالعه در سال ۲۰۱۹ تقریباً ۲۰٪ از گیاهان مورد بررسی حاوی یک یا چند سمندر بودند. مشاهده شد که سمندرها در عرض سه تا نوزده روز می‌میرند و ممکن است با گرم شدن حوضچه‌های کوچک آب در گیاه توسط خورشید کشته شوند. یک سمندر می‌تواند صدها تا هزاران برابر مواد مغذی طعمه بی‌مهرگان را فراهم کند، اما مشخص نیست که کوزه‌شیپوری ارغوانی تا چه حد قادر به هضم آنها است.
آغازیان، چرخان‌تباران (از جمله Habrotrocha rosa) و باکتری‌ها پایه شبکه غذایی اینکوئیلین (Inquiline) را تشکیل می‌دهند که طعمه موجود را خرد و معدنی می‌کند و مواد مغذی را در دسترس گیاه قرار می‌دهد. برگ‌های پارچ جدید آنزیم‌های گوارشی مانند هیدرولازها و پروتئازها را تولید می‌کنند، اما با افزایش سن تک‌برگ‌ها در سال دوم، هضم مواد طعمه توسط جامعه باکتری‌هایی که در پارچ‌ها زندگی می‌کنند کمک می‌کند.

## توزیع
گونه‌های کوزه‌شیپوری در باتلاق‌های اسیدی و فاقد مواد مغذی رشد می‌کنند. محدوده آن شامل ساحل شرقی، منطقه دریاچه‌های بزرگ، تمام کانادا (به جز نوناووت و یوکان)، ایالت واشنگتن و آلاسکا است. این باعث می‌شود که آن را به رایج‌ترین و گسترده‌ترین گیاه پارچ تبدیل کرده و همچنین تنها عضوی از این جنس باشد که در آب و هوای معتدل سرد زندگی می‌کند. نحوه جابجایی کوزه‌شیپوری تاکنون هنوز یک راز است. از آنچه تاکنون شناخته شده است، کوزه‌شیپوری دارای فاصله متوسط پراکندگی بذر ۵ سانتی‌متر است که برای توضیح شیوع گسترده این گیاه در سراسر آمریکای شمالی کافی نیست.
در بسیاری از بخش‌های جنوبی محدوده خود در معرض خطر یا آسیب‌پذیر است. این گونه نماد گل ایالت نیوفاندلند و لابرادور کانادا است. بسیاری از جوره‌های در امتداد ساحل خلیج ایالات‌متحده که زمانی به‌عنوان کوزه‌شیپوری ارغوانی شناخته می‌شدند، از آن زمان به بعد به‌عنوان کوزه‌شیپوری روزا (Sarracenia rosea) طبقه‌بندی شدند.
این یک گونه معرفی شده و طبیعی در اروپا و شمال غربی ایالات‌متحده است. در زیستگاه گونه‌های گوشت‌خوار بومی کوزه‌کبری کالیفرنیا، در کوه‌های کلامات و شمال سیرا نوادا یافت می‌شود. این گیاه همچنین در ایالت واشنگتن، اتریش، جمهوری چک، دانمارک، فرانسه، آلمان، ایرلند، سوئد، سوئیس و بریتانیا ثبت شده است. در بریتانیا و ایرلند کوزه‌شیپوری ارغوانی به خلنگ‌زار خلاش در بریتانیا و ایرلند حمله کرده است و با آب و هوای معتدل می‌تواند به تعداد زیاد به قیمت گیاهان محلی رشد کند. خلاش نیز در معرض تهدید هستند زیرا خزه‌های پوده‎‌زار در نزدیکی گیاه پارچ رشد نمی‌کنند.

## آرایه‌شناسی

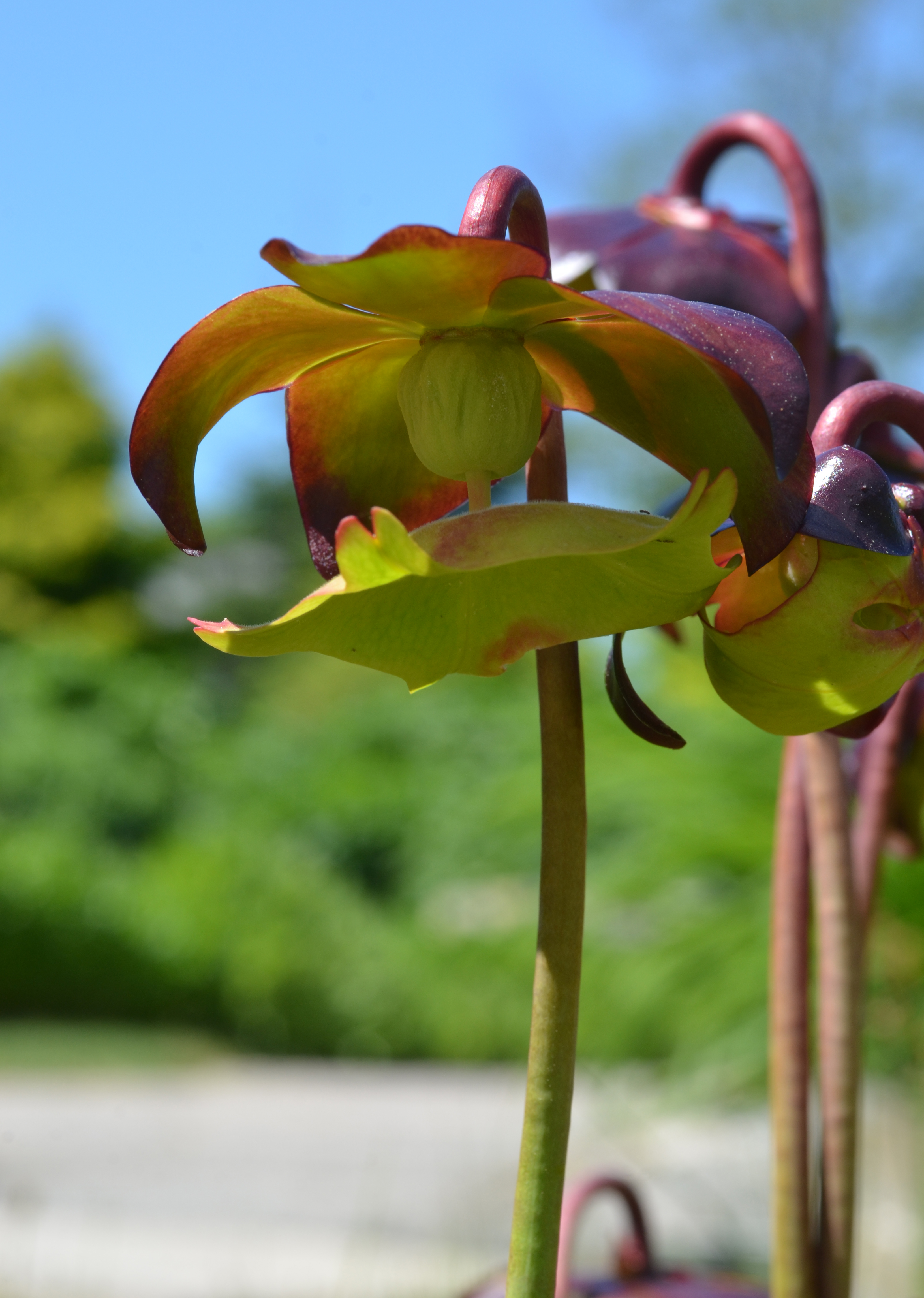
گل کوزه‌شیپوری ارغوانی

این گونه بیشتر به دو زیرگونه تقسیم می‌شود، کوزه‌شیپوری ارغوانی زیرگونه ارغوانی، کوزه‌شیپوری ارغوانی زیرگونه ونوسا. اولی از شمال نیوجرسی یافت می‌شود، در حالی که دومی از جنوب نیوجرسی یافت می‌شود و دماهای گرمتر را تحمل می‌کند.
در سال ۱۹۹۹، کوزه‌شیپوری ارغوانی زیرگونه ونوسا جوره بورکی به‌عنوان یک گونه خاص توصیف شد: کوزه‌شیپوری روزا. این رتبه‌بندی مجدد از آن زمان در میان علاقه‌مندان به گیاهان گوشت‌خوار مورد بحث قرار گرفته است، اما شواهد ریخت‌شناسی بیشتر از این تقسیم حمایت کرده است. گونه‌های زیر و زیرگونه‌ای معمولاً شناسایی می‌شوند:
- کوزه‌شیپوری ارغوانی زیرگونه ارغوانی
  - کوزه‌شیپوری ارغوانی زیرگونه ارغوانی شکل ناجوربرگ
  - کوزه‌شیپوری ارغوانی زیرگونه ارغوانی شکل روپلیکوتا (بی‌اعتبار)
- کوزه‌شیپوری ارغوانی زیرگونه ونوسا
  - کوزه‌شیپوری ارغوانی زیرگونه ونوسا جوره بورکی
    - کوزه‌شیپوری ارغوانی زیرگونه ونوسا جوره بورکی شکل لوتئولا[۲۰]

  - کوزه‌شیپوری ارغوانی زیرگونه ونوسا جوره مونتانا

## کاربردها

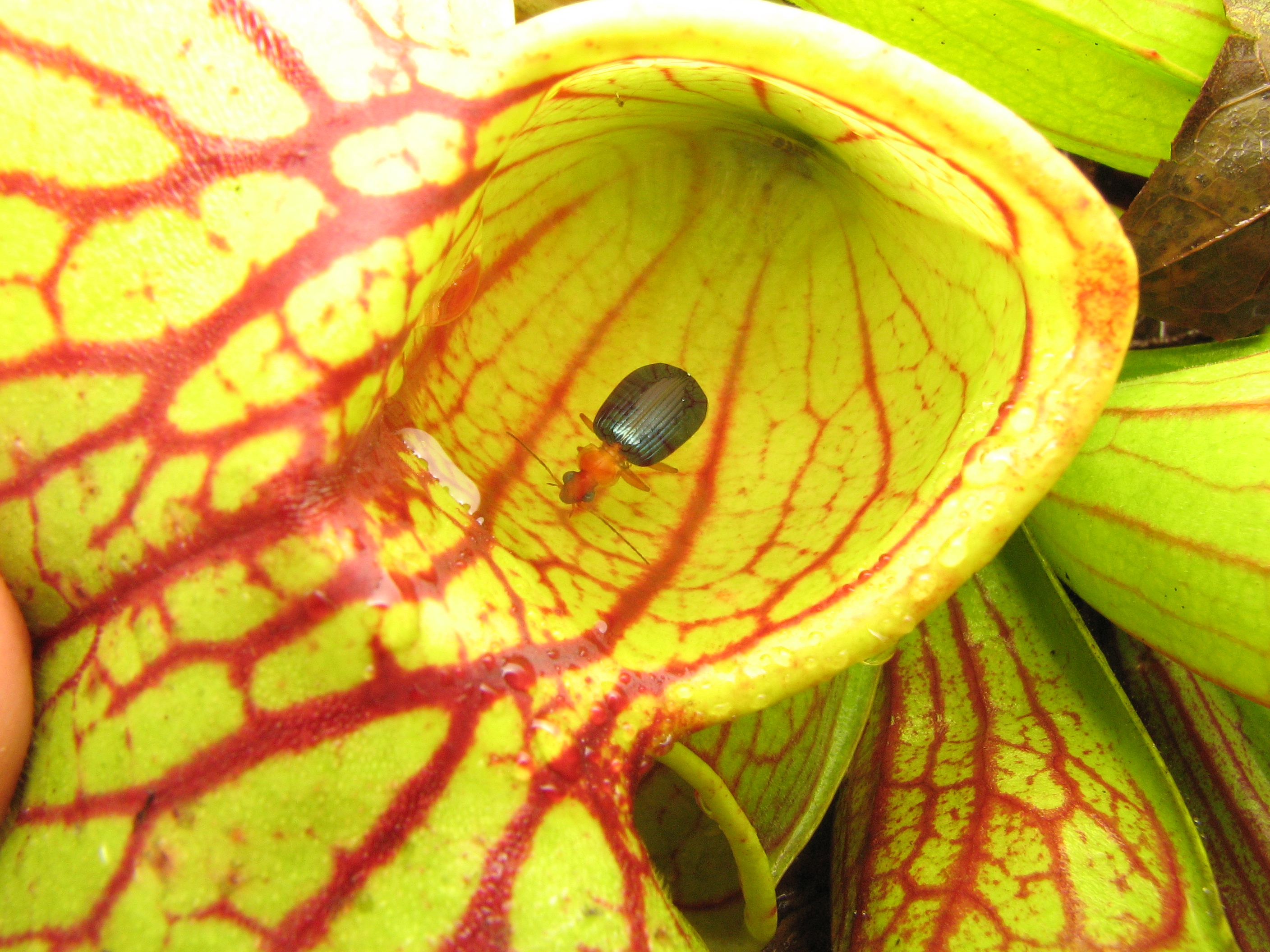
سوسک لبیا گرندیس (Lebia grandis) در کوزه‌شیپوری ارغوانی به دام افتاده است.

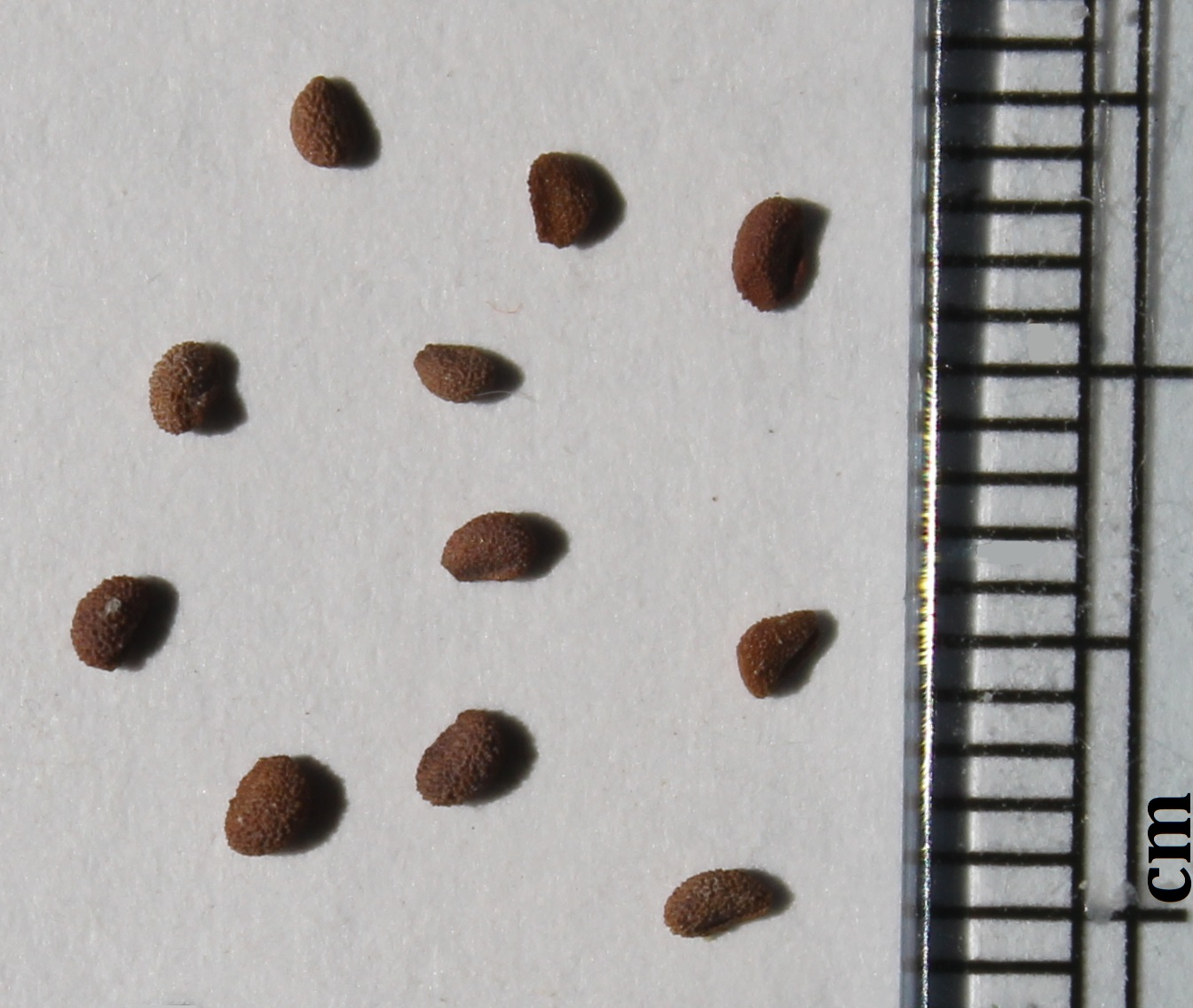
بذرهای کوزه‌شیپوری ارغوانی

### زینتی
کوزه‌شیپوری ارغوانی به‌عنوان یک گیاه زینتی کشت می‌شود. نسبتاً مقاوم است، اما به یک خاک مرطوب قابل اطمینان در یک موقعیت محافظت شده، با نور کامل یا جزئی خورشید نیاز دارد. کوزه‌شیپوری ارغوانی زیرگونه ارغوانی جایزه شایستگی باغ (Award of Garden Merit) را از انجمن سلطنتی باغبانی (Royal Horticultural Society) دریافت کرده است.

### دارویی
این گیاه به‌عنوان یک گیاه دارویی توسط قبایل بومی آمریکا و اولین ملت در محدوده توزیع شمال‌شرقی و دریاچه‌های بزرگ آن، از جمله مردمان آلگونکوین (Algonquin people)، کری، ایروکوئیس، میکماق (Mikmaq)، عمدتاً برای استفاده در درمان آبله به روش تزریق ریشه استفاده می‌شد. مطالعه‌ای در سال ۲۰۱۲ نشان می‌دهد که کوزه‌شیپوری ارغوانی به‌عنوان درمانی برای ویروس‌های خانواده ارتوپوکس‌ویروس، از جمله ویروس آبله، از طریق مهار رونویسی اولیه ویروس موثر است.

### زیست‌کنترل
پارچ‌های کوزه‌شیپوری ارغوانی به‌عنوان یک زیست‌کنترل برای زنبور زردپای آسیایی در اروپا مورد بررسی قرار گرفته‌اند، زیرا آنها به‌عنوان تله‌های طبیعی بطری عمل می‌کنند که مشاهده شده است که زنبورها در آن به‌دام افتاده‌اند. هیبریدهای مورد استفاده در این مطالعه، کوزه‌شیپوری جوتاتیپساپر (S. juthatipsoper) و  کوزه‌شیپوری اِوندین (S. evendine) بسیار غیرانتخابی در نظر گرفته شد، اما محققان پیشنهاد کردند که گونه‌های دیگر گیاه‌پارچ را امتحان کنند که ممکن است مؤثرتر باشد.